# Przesmyki

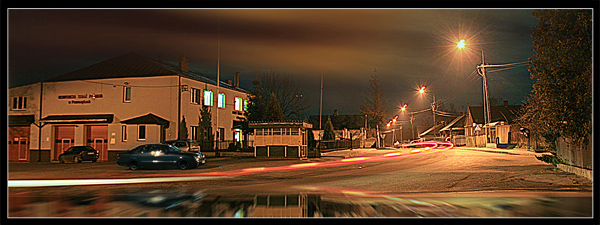
Przesmyki (2008)

Przesmyki ist ein Dorf sowie Sitz der Landgemeinde im Powiat Siedlecki der Woiwodschaft Masowien, Polen.

## Gemeinde
Zur Landgemeinde Przesmyki gehören 23 Ortschaften mit einem Schulzenamt:
Cierpigórz
Dąbrowa
Głuchówek
Górki
Kaliski
Kamianki-Czabaje
Kamianki Lackie
Kamianki-Nicki
Kamianki-Wańki
Kukawki
Lipiny
Łysów
Pniewiski
Podraczynie
Przesmyki
Raczyny
Stare Rzewuski
Tarków
Tarkówek
Wólka Łysowska
Zaborów
Zalesie
Zawady
Weitere Orte der Gemeinde sind Łysów-Kolonia und Ksawerów.